# Benito Juárez (västra La Trinitaria kommun)
Benito Juárez är en ort i Mexiko.   Den ligger i kommunen La Trinitaria och delstaten Chiapas, i den sydöstra delen av landet, 900 km sydost om huvudstaden Mexico City. Benito Juárez ligger 790 meter över havet och antalet invånare är 152.
Terrängen runt Benito Juárez är platt åt nordväst, men åt sydost är den kuperad. Runt Benito Juárez är det ganska glesbefolkat, med 47 invånare per kvadratkilometer. Närmaste större samhälle är La Gloria, 5,4 km nordost om Benito Juárez. Omgivningarna runt Benito Juárez är en mosaik av jordbruksmark och naturlig växtlighet.